# Automobile Company of America
Automobile Company of America war ein US-amerikanischer Hersteller von Automobilen.

## Unternehmensgeschichte
John H. Flagler gründete das Unternehmen 1899 in New York City. Robert L. Stevens, E. P. Kimball, Albert T. Otto, Frederick R. Blount von der American Motor Company und der Konstrukteur Alexander Fischer waren ebenfalls beteiligt. Sie kauften die Produktionsrechte am französischen Decauville und begannen mit der Produktion von Automobilen, die zunächst als American Voiturette vermarktet wurden. 1900 zog das Unternehmen nach Marion in New Jersey und änderte den Markennamen auf Gasmobile. Im März 1902 begannen finanzielle Probleme, die im August 1902 zum Produktionsstopp führten. Eine Quelle meint, dass die Entwicklung von mehrzylindrischen Motoren die Ursache war. Im September 1902 wurde das Unternehmen an die Franco-American Automobile Company versteigert. Im Dezember 1902 erwarb die Pan-American Motor Company das Unternehmen, die aber selbst 1903 jegliche Produktion einstellte.
Die einzige überlieferte Produktionszahl lautet 140 und stellt den Stand bis November 1901 dar.

## Fahrzeuge
Die ersten Modelle hatten einen Einzylindermotor mit 3 PS Leistung. Er war unter der Sitzbank montiert und trieb über eine Kette die Hinterachse an. Überliefert sind anfänglich Runabout und Phaeton, ab 1900 Phaeton, Speedster, Surrey sowie ein Kastenwagen.
1902 erschienen drei Modelle mit einem Dreizylindermotor, der hinten im Fahrzeug montiert war. Die Ausführung als Stanhope hatte 180 cm Radstand und einen Motor, der 9 PS leistete. Es gab auch einen größeren Stanhope mit 198 cm Radstand und 12-PS-Motor. Der Surrey hatte einen Motor mit 20 PS Leistung sowie ebenfalls 198 cm Radstand.
Ebenfalls 1902 gab es zwei größere Modelle mit 225 cm Radstand. Das Model 4-C hatte einen Vierzylinder-Frontmotor mit 20 PS Leistung und war als Tourenwagen karosseriert. Der 35 HP hatte einen Sechszylindermotor mit 35 PS Leistung. Er entstand im Auftrag von C. V. Brokaw und wurde im Januar 1902 auf der New York Automobile Show präsentiert. Das war wohl das erste verkaufte Sechszylinderfahrzeug eines US-amerikanischen Herstellers.
1901 entstanden auch Nutzfahrzeuge der Marke Gasmobile.
1901 erhielt ein einzelnes Fahrzeug den Markennamen Red Rover. Abnehmer war die Automobile Touring Company aus New York City. Damit wurden tägliche Ausfahrten vom Waldorf-Astoria-Hotel in New York City zum Westchester County und nach Long Island angeboten. Das Fahrzeug hatte einen Dreizylindermotor mit 10 PS Leistung. Der Aufbau war ein offener Tourenwagen. Die Höchstgeschwindigkeit war mit 29 km/h angegeben.
2023 wurde ein erhaltenes Fahrzeug für 96.600 Pfund Sterling versteigert.

## Modellübersicht
| Jahr      | Marke               | Modell    | Zylinder | Leistung (PS) | Radstand (cm) | Aufbau                                  | Bild |
| --------- | ------------------- | --------- | -------- | ------------- | ------------- | --------------------------------------- | ---- |
| 1899      | American Voiturette |           | 1        | 3             |               | Runabout, Phaeton                       |      |
| 1900      | Gasmobile           |           | 1        | 3             |               | Runabout, Phaeton                       |      |
| 1900–1901 | Gasmobile           |           | 1        | 3             |               | Phaeton, Kastenwagen, Surrey, Speedster |      |
| 1902      | Gasmobile           | 9 HP      | 3        | 9             | 180           | Stanhope                                |      |
| 1902      | Gasmobile           | 12 HP     | 3        | 12            | 198           | Stanhope                                |      |
| 1902      | Gasmobile           | 20 HP     | 3        | 20            | 198           | Surrey                                  |      |
| 1902      | Gasmobile           | Model 4-C | 4        | 25            | 225           | Tourenwagen                             |      |
| 1902      | Gasmobile           | 35 HP     | 6        | 35            | 225           | Detachable Tonneau                      |      |
| 1901      | Red Rover           | 10 HP     | 3        | 10            |               | ?                                       |      |